# Saltskutan Anna Maria

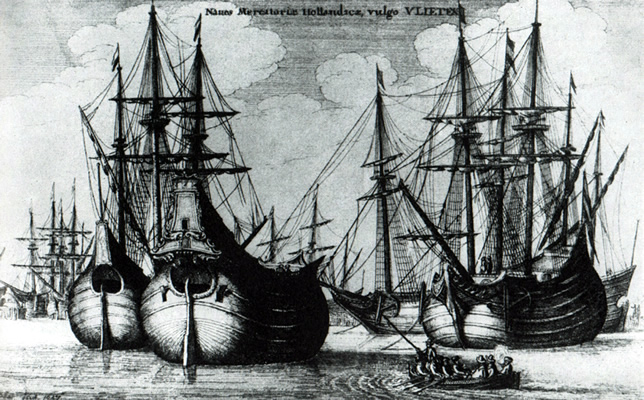
Anna Maria byggdes i Amsterdam 1694. Bilden visar liknande flöjter och är skapad 1647 av konstnären Wenceslaus Hollar (1607-1677).

Anna Maria eller Saltskutan som hon också kallas, är vraket efter ett handelsfartyg som ligger ett par hundra meter utanför Dalarös södra udde i Haninge kommun och Stockholms södra skärgård. Namnet Saltskutan kommer av att hon, liksom många andra handelsfartyg, brukade återvända hem med salt i lasten från sina långväga handelsresor ner till södra Europa. 
Under den smällkalla vintern 1709 var Anna Maria på väg mot Portugal med en last av plank, järn och koppar då hon fastnade i isen utanför Dalarö och där blev hon kvar i väntan på ett mildare väder. På grund av den stränga kylan fick besättningen lämna fartyget och fara in till Stockholm, medan fem personer beordrades stanna kvar för att vakta. En kväll när manskapet gått iland och satt på krogen råkade något i kabyssen fatta eld och hon drabbades av en våldsam brand och sjönk. Man vet inte säkert varför skeppet började brinna, kanske elden orsakades av något glödande efter dagens matlagning. 

Skeppet, en holländsk och kravellbyggd flöjt, var 38 meter långt och 8,4 meter brett. Materialet tycks genomgående ha varit ek. Skrovet är till största delen bevarat, förutom aktern som brunnit ner.

Längdskepps genomskärning och plan av Anna Maria, med fören åt höger. Konturen av Åke Clason Rålambs ritning redovisas i bakgrunden. A: kajuta, B: kabyss (kök), C: undre däck (lastat med furuplankor), D: förkastell, E: hålskepp (lastat med metallvaror), F: hytta, G: stora lastluckan i det undre däcket, H: lucka, I: lastport t, J: pump, K: kanonport (Illustration: Niklas Eriksson, med stävar ritade av P-A Pettersson).

Vrakplatsen är delvis utgrävd och skrovet ligger på 20 meters djup. På grund av vandalisering råder dykförbud.